# Kjerstin Askholt
Kjerstin Askholt (Oslo, 7 de maig de 1962) és una política i funcionària noruega. Del 2015 al 2021 va ser governadora de Svalbard.
Askholt va ser la subdirectora de la presó de Bredtveit entre el 1990 i el 1991, sotsdirectora del Ministeri Noruec de Justícia del 1996 al 1999, i va ser a partir del 2003, adjunt sots-secretària d'Estat al Departament Polar del Ministeri de Justícia. Va ser nomenada governadora de Svalbard l'1 d'octubre de 2015.